# Buckten

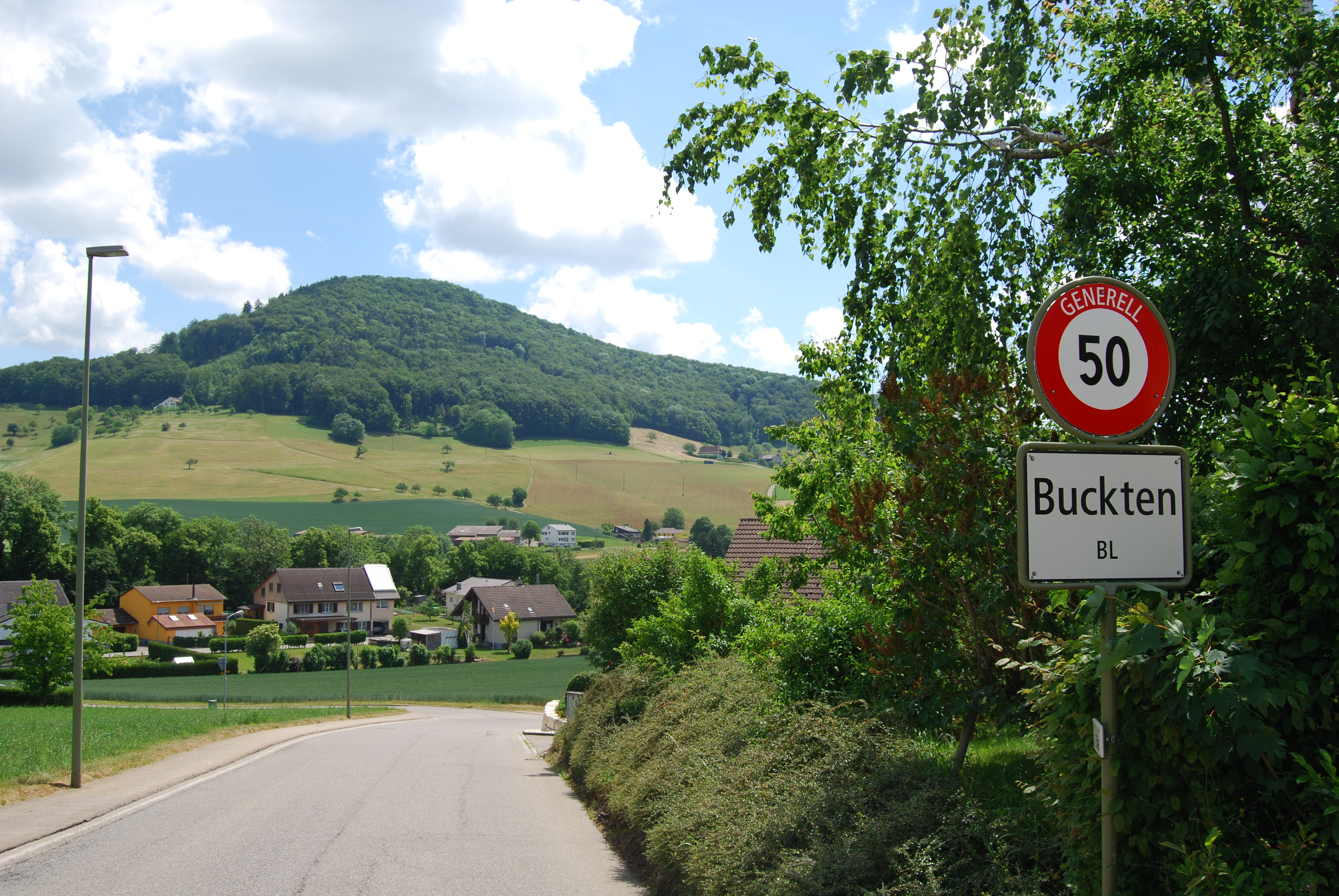
Buckten

Buckten is een gemeente en plaats in het Zwitserse kanton Basel-Landschaft, en maakt deel uit van het district Sissach.
Buckten telt 692 inwoners.